# Sant Vincenç de Charpac
Saint-Vincent-la-Commanderie és un municipi francès situat al departament de la Droma i a la regió d'Alvèrnia-Roine-Alps. L'any 2007 tenia 413 habitants.

## Demografia

### Població
El 2007 la població de fet de Saint-Vincent-la-Commanderie era de 413 persones. Hi havia 152 famílies de les quals 40 eren unipersonals (12 homes vivint sols i 28 dones vivint soles), 48 parelles sense fills, 60 parelles amb fills i 4 famílies monoparentals amb fills.
La població ha evolucionat segons el següent gràfic:
Habitants censats

### Habitatges
El 2007 hi havia 194 habitatges, 162 eren l'habitatge principal de la família, 23 eren segones residències i 9 estaven desocupats. 192 eren cases i 2 eren apartaments. Dels 162 habitatges principals, 138 estaven ocupats pels seus propietaris, 17 estaven llogats i ocupats pels llogaters i 7 estaven cedits a títol gratuït; 2 tenien una cambra, 3 en tenien dues, 19 en tenien tres, 44 en tenien quatre i 94 en tenien cinc o més. 130 habitatges disposaven pel capbaix d'una plaça de pàrquing. A 57 habitatges hi havia un automòbil i a 92 n'hi havia dos o més.

### Piràmide de població
La piràmide de població per edats i sexe el 2009 era:
| Homes | Edats   | Dones |
| ----- | ------- | ----- |
| 0     | 95 o +  | 0     |
| 0     | 90 a 94 | 0     |
| 0     | 85 a 89 | 8     |
| 4     | 80 a 84 | 4     |
| 8     | 75 a 79 | 4     |
| 12    | 70 a 74 | 12    |
| 4     | 65 a 69 | 4     |
| 12    | 60 a 64 | 16    |
| 8     | 55 a 59 | 4     |
| 20    | 50 a 54 | 8     |
| 8     | 45 a 49 | 8     |
| 24    | 40 a 44 | 24    |
| 12    | 35 a 39 | 12    |
| 16    | 30 a 34 | 16    |
| 12    | 25 a 29 | 0     |
| 16    | 20 a 24 | 16    |
| 20    | 15 a 19 | 8     |
| 16    | 10 a 14 | 8     |
| 8     | 5 a 9   | 24    |
| 0     | 0 a 4   | 8     |

## Economia
El 2007 la població en edat de treballar era de 282 persones, 218 eren actives i 64 eren inactives. De les 218 persones actives 205 estaven ocupades (115 homes i 90 dones) i 13 estaven aturades (3 homes i 10 dones). De les 64 persones inactives 20 estaven jubilades, 28 estaven estudiant i 16 estaven classificades com a «altres inactius».

### Ingressos
El 2009 a Saint-Vincent-la-Commanderie hi havia 172 unitats fiscals que integraven 450 persones, la mediana anual d'ingressos fiscals per persona era de 17.906 €.

### Activitats econòmiques
Dels 5 establiments que hi havia el 2007, 2 eren d'empreses de construcció, 1 d'una empresa de comerç i reparació d'automòbils, 1 d'una empresa d'hostatgeria i restauració i 1 d'una empresa immobiliària.
Dels 4 establiments de servei als particulars que hi havia el 2009, 1 era un taller de reparació d'automòbils i de material agrícola, 1 paleta, 1 fusteria i 1 restaurant.
L'any 2000 a Saint-Vincent-la-Commanderie hi havia 16 explotacions agrícoles que ocupaven un total de 380 hectàrees.

## Equipaments sanitaris i escolars
El 2009 hi havia una escola elemental integrada dins d'un grup escolar amb les comunes properes formant una escola dispersa.

## Poblacions més properes
El següent diagrama mostra les poblacions més properes.